# Seguenzia rushi
Seguenzia rushi är en snäckart som beskrevs av Dall 1927. Seguenzia rushi ingår i släktet Seguenzia och familjen Seguenziidae. Inga underarter finns listade i Catalogue of Life.